# Xã Plum Bayou, Quận Jefferson, Arkansas
Xã Plum Bayou (tiếng Anh: Plum Bayou Township) là một xã thuộc quận Jefferson, tiểu bang Arkansas, Hoa Kỳ. Năm 2010, dân số của xã này là 1.481 người.